# Skigebiet Lermoos - Grubigsteinbahnen
Das Skigebiet Lermoos – Grubigsteinbahnen (auch Skigebiet Grubigstein) ist ein Skigebiet in der Tiroler Zugspitzarena.

## Skilifte und Skipisten

### Skilifte
| Lifttyp | Name              |
| ------- | ----------------- |
|         | Grubig 1          |
|         | Grubig 2          |
|         | Hochmoosexpress   |
|         | Grubigalmbahn     |
|         | Gamsjet           |
|         | Schihüttebahn     |
|         | Plattensteiglift  |
|         | Familyjet Lermoos |

### Abfahrten
| Schwierigkeitsgrad |    | Name                         |
| ------------------ | -- | ---------------------------- |
|                    | 1  | Nordhang                     |
|                    | 2  | Obere Sportabfahrt           |
|                    | 2a | Untere Sportabfahrt          |
|                    | 3  | Plattensteig                 |
|                    | 4  | Panoramaabfahrt              |
|                    | 5  | Standardabfahrt              |
|                    | 5a | Standardtalabfahrt           |
|                    | 6  | Almabfahrt                   |
|                    | 7  | Hochmoostalabfahrt           |
|                    | 8  | Familienabfahrt              |
|                    | 8a | Familienabfahrt              |
|                    | 8b | Familientalabfahrt           |
|                    | 9  | Waldabfahrt                  |
|                    | 10 | Hochmoostalabfahrt           |
|                    | 11 | Abfahrten Familyjet          |
|                    |    | Winternaturrodelbahn Lermoos |

Die 27 Kilometer Piste die sich zu 13,2 Kilometer auf blaue Pisten, zu 10,2 Kilometer auf rote Pisten, zu 2 Kilometer auf schwarze Pisten und zu 1,7 Kilometer auf Skirouten verteilen. Mit 2,4 Kilometer Länge ist die Rodelbahn Lermoos die längste Naturrodelbahn der Tiroler Zugspitzarena. Jeden Mittwoch wird hier zudem Nachtrodeln angeboten.